# Nhà nước Tân Inca
Nhà nước Tân Inca, còn được gọi là nhà nước Vilcabamba của Tân-Inca, là một nhà nước Inca được thành lập năm 1537 tại Vilcabamba bởi Manco Inca Yupanqui (con trai của Huayna Capac). Sau sự sụp đổ của đế quốc Inca vào giữa những năm 1500, tàn dư của họ chạy xuống vùng rừng và lập ra nhà nước này. Nhà nước Neo-Inca tồn tại đến năm 1572, khi thành trì cuối cùng bị Tây Ban Nha chinh phục, và vị Sapa Inca cuối cùng, Túpac Amaru (con trai của Manco), bị đem ra xử tử, chấm dứt sự kháng cự của người Inca.

## Lịch sử

### Inca rút về Vilcabamba
Vùng Vilcabamba là một phần của Đế quốc Inca từ đời hoàng đế Pachacuti (1438–1471). Trong cuộc chinh phạt Peru của Tây Ban Nha, sau cái chết của Atahualpa, Túpac Huallpa được người Tây Ban Nha phong làm hoàng đế bù nhìn. Sau khi ông ốm chết trên đường về Cusco, Manco Inca Yupanqui trở thành người kế vị hâu thuẫn bởi Francisco Pizarro và Diego de Almagro tại Cajamarca. Khi lực lượng của Pizarro tiến vào Cusco, giới quý tộc chấp nhận ông là hoàng đế mới. Manco Inca góp sức cùng Almagro và Hernando de Soto truy đuổi vị tướng Quizquiz không quy phục tại miền bắc.
Khi Francisco rời Cuzco tới Jauja để đánh Quizquiz, ông để lại Gonzalo Pizarro, Juan Pizarro và một đội quân 90 người tiếp quản thành phố. Anh em nhà Pizarro ngược đãi Manco Inca đến nỗi ông đã phải cố gắng đào tẩu vào năm 1535. Ông thất bại và bị giam cầm. Hernando Pizarro thả Manco và thuyết phục ông chỉ chỗ giấu pho tượng bằng vàng của cha ông, Huayna Capac. Ông hứa với Hernando là sẽ đem pho tượng đó về cho hắn nhưng thực chất ông đã ấp ủ một cuộc khởi nghĩa trong khi bị giam cầm. Manco tập hợp một đội quân gồm hàng ngàn chiến binh Inca và bao vây Cusco vào đầu năm 1536, lợi dụng sự vắng mặt của Diego de Almagro. Sau 10 tháng (xem trận vây hãm Cusco), Manco rút về Ollantaytambo năm 1537. Tại đây, Manco đẩy lùi các cuộc tấn công của người Tây Ban Nha trong Trận Ollantaytambo.
Manco khi đang còn vây thành Cusco có cử một đội quân khác dưới tướng Quiso Yupanqui đánh thị trấn Lima. Người Inca đánh tan được bốn toán viện quân mà Francisco Pizarro gửi tới từ Lima, dẫn đến cái chết của gần 500 binh sĩ Tây Ban Nha. Một số người Tây Ban Nha bị bắt về Ollantaytambo. Tuy nhiên, quân của Almagro bất ngờ quay trở lại Cusco từ Chile. Manco Inca thấy rằng Ollantaytambo quá gần với Cusco, lo sợ sẽ bị rơi vào thế gọng kìm, bèn rút về phía tây. Từ bỏ Ollantaytambo (và từ bỏ vùng cao nguyên), Manco Inca rút về Vitcos và cuối cùng tới Vilcabamba.:131

### Cùng tồn tại với Tây Ban Nha
Tại Vilcabamba, Nhà nước Tân-Inca được thành lập bởi Manco và Vilcabamba trở thành thủ đô cho đến khi Tupaq Amaru qua đời vào năm 1572. Từ đó, ông tiếp tục các cuộc tấn công chống lại người Huanca (một trong những đồng minh bản địa quan trọng của người Tây Ban Nha), gặt hái một số thành công sau nhiều trận chiến khốc liệt, và tiến được vào vùng cao nguyên Bolivia ngày nay, nơi sau nhiều trận chiến, quân đội của ông bị đánh bại. Người Inca sau đó tiếp tục đánh du kích ở vùng rừng Vilcabamba. Manco bị sát hại vào năm 1544 bởi những kẻ ủng hộ Diego de Almagro, trước đây đã từng ám sát Francisco Pizarro và ẩn náu dưới sự bảo vệ của Manco. Lần lượt những kẻ đó đều bị giết bởi lính của Manco.
Sayri Tupaq lên ngôi sau cái chết của cha. Lúc đó ông mới 5 tuổi. Ông trở thành Inca ở Vilcabamba, trị vì 10 năm với sự trợ giúp của các nhiếp chính. Giai đoạn này nhà nước Tân Inca và Tây Ban Nha chung sống trong hòa bình. Phó vương Pedro de la Gasca thỏa thuận sẽ ban cho Sayri Túpac đất và nhà cửa ở Cuzco nếu ông chịu ra mặt. Sayri Túpac chấp nhận, nhưng trong quá trình chuẩn bị, người thân của ông là Paullu Inca đột ngột qua đời. Điều này được coi là một điềm xấu (dấu hiệu cho sự phản bội của Tây Ban Nha) trong đức tin của người Inca, và Sayri Tupac ở lại Vilcabamba. Ông qua đời đột ngột vào năm 1561, và người em trai cùng cha khác mẹ của ông là Titu Cusi Yupanqui lên ngôi và chỉ huy cuộc kháng chiến của người Inca. Trong thời gian cầm quyền tại Vilcabamba, tổng đốc-tướng quân lâm thời Lope Garcia de Castro muốn được trực tiếp gặp mặt và đàm phán với ông. Người Tây Ban Nha muốn Cusi rời Vilcabamba và chấp nhận sự cai trị của Vương miện. Cuộc đàm phán leo thang tới khoảng năm 1568, Titi Cusi được rửa tội và gia nhập Nhà thờ Công giáo La Mã, với tên Diego de Castro.
Túpac Amaru trở thành vua Inca sau cái chết đột ngột của Titu Cusi năm 1571. Vào thời điểm này, người Tây Ban Nha vẫn chưa biết về cái chết của Titu Cusi và thường xuyên cử hai đại sứ tiếp tục đàm phán với Titu. Cả hai đều bị giết bởi một tướng Inca. Lây cớ người Inca đã "phá vỡ đạo luật bất khả xâm phạm đối với đại sứ được công nhận bởi các quốc gia trên thế giới", Phó vương mới, Francisco de Toledo, Bá tước xứ Oropesa, tuyên chiến với Nhà nước Tân Inca vào ngày 14 tháng 4 năm 1572.

### Cuộc chinh phục cuối cùng

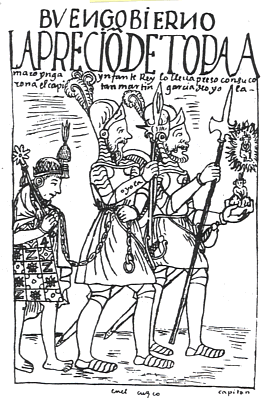
Túpac Amaru bị bắt bởi quân Tây Ban Nha

Trong vòng hai tuần sau khi tuyên chiến, một nhóm nhỏ lính Tây Ban Nha chiếm được một cây cầu quan trọng ở biên giới của bang Tân Inca, từ đó Toledo đã tập hợp quân đội của mình. Vào ngày 1 tháng 6, cuộc chạm trán đầu tiên diễn ra trong thung lũng Vilcabamba. Người Inca chiến đấu với lòng dũng cảm bất khuất tuy chỉ có vũ khí thô sơ. Tuy vậy, họ cố gắng trong vô vọng để phá thế trận bao vây của người Tây Ban Nha và quân bản địa đồng minh. Vào ngày 23 tháng 6, thành Huayna Pucará bị chiếm sau đợt pháo kích của Tây Ban Nha. Quân Inca từ bỏ thành phố và tiến vào rừng sâu để tập hợp lại. Vào ngày 24 tháng 6, người Tây Ban Nha tiếp quản Vilcabamba đã bị bỏ hoang và Sapa Inca đã chạy trốn. Thành phố bị phá hủy hoàn toàn và Nhà nước Tân Inca chính thức ngừng tồn tại. Túpac Amaru sau đó đã bị Tây Ban Nha bắt và xử tử.

## Quân đội Tân Inca
Phải mất khoảng hai thập kỷ, người Inca mới thu hẹp được chênh lệch công nghệ với người Tây Ban Nha. Đầu năm 1537, trong trận Pilcosuni, họ đã sử dụng vũ khí của Tây Ban Nha, bao gồm súng hóa mai, pháo và nỏ. Đầu những năm 1540, dân tị nạn Tây Ban Nha huấn luyện các chiến binh Inca cách sử dụng vũ khí mới. Vào những năm 1560, quân Inca đã tiến bộ đáng kể trong kỹ năng sử dụng súng hỏa mai và cưỡi ngựa.

### Các nguồn đã trích
- Hemming, John (1970). The Conquest of the Incas [Cuộc chinh phạt người Inca]. Mariner Books. ISBN 9780156028264.
- Lee, Vincent R. (2018). “Vilcabamba: Last Stronghold of the Inca [Vilcabamba: thành trì cuối cùng của người Inca]”. The Oxford Handbook of the Incas [Sổ tay Oxford về người Inca]. Đại học Oxford. tr. 741–758. ISBN 9780190219352.
- Lynch, J. (2001). Latin America Between Colony and Nation: Selected Essays [Mỹ Latinh giữa thuộc địa và quốc gia: Các bài viết chọn lọc]. Palgrave Macmillan. ISBN 978-0333786789.
- Bauer, Brian S.; Santa Cruz, Javier Fonseca; Silva, Miriam Aráoz (2015). Vilcabamba and the Archaeology of Inca Resistance [Vilcabamba và Khảo cổ học về cuộc kháng cự Inca]. Viện Khảo cổ Cotsen. ISBN 978-1938770036.